# Michael Schwan
Michael Schwan (n. 5 noiembrie 1939, Konstanz, Republica Baden, Germania) este un canotor ce a reprezentat Germania, medaliat olimpic. A participat la o ediție a Jocurilor Olimpice (1964) în care a câștigat o medalie de bronz.

## Participări
Lista de mai jos prezintă principalele competiții la care a participat Michael Schwan de-a lungul carierei.
- rowing at the 1964 Summer Olympics – men's coxless pair[*][3]